# 仲岳發電廠
蘭陽發電廠仲岳機組為一座位在臺灣宜蘭縣計畫引水自南澳南溪進行水力發電的水力發電廠，該發電廠計畫已因遭南澳當地居民強烈反對而撤案。2022年因應政府再生能源發展與能源轉型計畫，台電公司重啟仲岳水力發電計畫的可行性評估。

## 沿革

### 設計歷程
仲岳發電廠最早是由台灣電力公司所提出，其計畫內容為在宜蘭縣南澳鄉南澳南溪金洋村梅壇地區河段興建水壩一座，預計淹沒範圍約8.8公頃，再經由長達5,322公尺的壓力導水隧道將水引至南澳鄉仲岳地區的發電廠進行發電，其發電廠之設計形式為地下廠房形式，總工程費用預估為新臺幣32億4,000萬元。預定將在2006年展開初步可行性評估，2008年正式動工，預計2013年至2015年完工商轉發電，總裝置容量為27.6MW，預估年平均發電量可達8千7百76萬度，該計畫當時命名為仲岳水力發電計劃或是梅壇水力發電計畫。仲岳水力發電計畫預計完工後將編入蘭陽發電廠營運，稱為蘭陽發電廠仲岳機組，並將主控室設置於蘭陽發電廠天埤機組的控制室中，採遠端遙控模式，仲岳廠區僅配置土木、機電運轉維護人員，及梅潭壩的值班監控人員。

### 施工概況
仲岳發電廠所在的南澳南溪最早在1990年代（民國80年代），台電方面即在南澳山區從事地質、水文、流量、鑽孔調查，雖當時調查指出，溪流沿岸有地質破碎帶的現象，但後續評估尚未到達嚴重到不能開發的情況，而最早在2003年時，曾提出比起仲岳水力發電計劃來的更大規模的大南澳抽蓄水力發電計畫，最終仍無執行。
2006年1月24日，台電公司正式對外招標仲岳水力發電計畫環境影響評估工作，由工安環保處以及電源開發處負責，後聯合大地工程顧問股份有限公司得標執行發電廠工區預定地的折射震測工作 ，總經費新臺幣8,700,000元，宏偉工程顧問有限公司得標執行壩址及進水口預定地的地質鑽探工作，總經費新臺幣2,000,000元。然而，一開始此水力發電開發計畫並未受到外界太多的目光，直到農委會林務局委託荒野保護協會宜蘭分會來進行比亞豪古道入口處周遭的生態資源調查，以準備將來開發整頓的比亞豪古道入口處供遊客進入時，才發現台電公司已經展開仲岳發電廠的先期山區道路開挖工程，自此，仲岳水力發電計劃才受到當地居民以及環保團體注目。 
後續荒野保護協會請到時任立法委員的田秋堇針對仲岳水力發電計畫來發表反對新聞稿聲明和陳情書，並參與台電委託工程顧問公司所舉行的評估會議了解該發電計畫之詳細狀況。
2006年9月台電公司在南澳社區所舉辦的說明會中，仲岳發電廠計畫遭到村民全力反對，爾後台電經評估後決議暫緩實施，而預計在同年9月6日於國立宜蘭大學所召開的評估會議也因此決議取消，自此，仲岳發電廠之開發計畫暫時遭到擱置至今。2022年因應政府再生能源發展與能源轉型計畫，台電公司重啟仲岳水力發電計畫的可行性評估。

## 諸元

### 設施
- 廠房類型：地下式[2]
- 取水來源：南澳南溪
- 設計水頭：204公尺
- 發電機組：豎軸法蘭西斯式兩部
- 裝置容量：27.6MW

## 資料來源
1. ↑  陳定傳. . 人間社. 2006-04-04  [2015-12-09]. （原始内容存档于2019-06-13） （中文（臺灣））.
2. 1 2 3 4  . 我們的島. 2006-06-05  [2015-12-09]. （原始内容存档于2020-10-30） （中文（臺灣））.
3. ↑  . 中國時報. 2006-04-08  [2015-12-09]. （原始内容存档于2019-06-11） （中文（臺灣））.
4. 1 2  . 經濟部中央地質調查所. 2006-04-10  [2015-12-09]. （原始内容存档于2016-03-04） （中文（臺灣））.
5. ↑  林金德. . 臺灣電力股份有限公司. 2003  [2015-12-09]. （原始内容存档于2016-03-04） （中文（臺灣））.
6. ↑  中興工程顧問社. . 臺灣電力股份有限公司. 2004  [2015-12-09]. （原始内容存档于2019-06-12） （中文（臺灣））.
7. ↑  . 聯合大地工程顧問股份有限公司.   [2015-12-09]. （原始内容存档于2016-10-12） （中文（臺灣））.
8. ↑  . '台灣採購公報網. 2006-01-24  [2015-12-09]. （原始内容存档于2019-06-17） （中文（臺灣））.
9. ↑  . '台灣採購公報網. 2003-05-25  [2015-12-09]. （原始内容存档于2016-03-04） （中文（臺灣））.
10. 1 2 3  陳清枝. . 馬祖資訊網. 2006-09-06  [2015-12-09]. （原始内容存档于2019-06-26） （中文（臺灣））.